# Xerochloa
Xerochloa és un gènere de plantes de la família de les poàcies, ordre de les poals, subclasse de les commelínides, classe de les liliòpsides, divisió dels magnoliofitins.

## Taxonomia
- Xerochloa barbata
- Xerochloa cheribon
- Xerochloa imberbis
- Xerochloa laniflora
- Xerochloa latifolia
- Xerochloa littoralis